# Suboty (rejon małorycki)
Suboty (biał. Субаты, Subaty; ros. Субботы, Subboty; hist. także Lasowiec-Soboty) – wieś na Białorusi, w obwodzie brzeskim, w rejonie małoryckim, w sielsowiecie Czerniany. W 2009 roku liczyła 2 mieszkańców.

## Historia
W dwudziestoleciu międzywojennym leżały w Polsce, w województwie poleskim, w powiecie kobryńskim, w gminie Oziaty. W 1921 wieś liczyła 49 mieszkańców, w tym 36 Polaków, 8 Białorusinów i 5 Rusinów. Wszyscy mieszkańcy byli wyznania prawosławnego.
Po II wojnie światowej w granicach Związku Sowieckiego. Od 1991 w niepodległej Białorusi.